# کلود پوئیه
 کلود پوئیه (انگلیسی: Claude Pouillet؛ زاده ۱۶ فوریهٔ ۱۷۹۱ درگذشته ۱۴ ژوئن ۱۸۶۸) یک دانشمند اهل فرانسه بود.